# Reggie Pridmore
Reginald George (Reggie) Pridmore (Edgbaston, 29 april 1886 - dicht bij Venetië, 13 maart 1918) was een Brits hockeyer.
Met de Britse ploeg won Pridmore de olympische gouden medaille in 1908 in eigen land. 
Pridmore kwam om het leven in de Eerste Wereldoorlog in Italië.

## Resultaten
- 1908  Olympische Zomerspelen in Londen